# Lourdes Flores
Lourdes Celmira Flores Nano (Lima, 7 de outubro de 1959) é uma advogada, professora universitária e política peruana. É a líder e máxima dirigente do Partido Popular Cristão e da coalizão Unidade Nacional. Foi vereadora de Lima, Vice-Presidente de Lima (1990-1992), congressista constituinte de 1992 a 1995, congressista de 1995 a 2000, e candidata de seu partido à Presidência do Peru nas eleições de 2001 e 2006.

## Biografia
Nascida em Jesús María, Lima, Lourdes Flores graduou-se pela Pontifícia Universidade Católica do Peru em 1983, obtendo o diploma de Direito. Depois de trabalhar como assessora jurídica no Ministério da Justiça, iniciou a sua atividade profissional de forma independente. Foi professora de Direito e lecionou na Faculdade de Direito da Pontifícia Universidade Católica e na Faculdade de Direito da Universidade de Lima, entre 1984 e 1989.
Iniciando sua carreira política muito jovem como membro do Partido Popular Cristão (Partido Popular Cristiano), Flores ocuparia os cargos internos de secretária nacional de Assuntos Eleitorais (1984-88), secretária nacional de Profissionais (1987-89), secretária nacional de Política (1989-92) e da secretária geral do Colegiado (1992-99), antes de ser eleita presidente do Partido Popular Cristão em 2003 e reeleita em 2007. Foi a primeira mulher a se tornar presidente de um conselho político no Peru.
Após uma primeira candidatura fracassada ao Congresso da República aos 25 anos, Flores foi eleita vereadora de Lima em 1986 e reeleita em 1989, após aspirar ao cargo de Tenente Prefeito de Lima. Ela se tornou Deputada da República em 1990, representando Lima. Com Alberto Fujimori  apoiou o auto-golpe e a dissolução do Parlamento 1992, Flores foi eleito membro do Congresso Constituinte Democrático em 1992 e re-eleita como congressista em 1995, tornando-se a líder da oposição parlamentar à administração Fujimori. Após a queda do regime, Flores decidiu concorrer à presidência em 2001, terminando em terceiro lugar com 24% do voto nacional no primeiro turno, atrás de Alejandro Toledo e Alan García. Flores empreendeu uma segunda candidatura à presidência em 2006, ocupando novamente o terceiro lugar no resultado da votação após ser ultrapassado por Alan García, que foi para o segundo turno com Ollanta Humala. Flores é a primeira mulher a ser uma grande candidata à presidência na história do Peru.
Após sua segunda corrida presidencial, ela assumiu o cargo de reitora da Universidade San Ignacio de Loyola de 2006 a 2009. Foi candidata a prefeito de Lima nas eleições municipais de Lima em 2010. Obteve o segundo lugar, sendo superada por sua rival de esquerda, Susana Villarán, por uma margem estreita. Em 2016, ela concorreu à primeira vice-presidência na chapa da Aliança Popular, uma coalizão fortemente criticada entre o Partido Aprista Peruano e o Partido do Povo Cristão para as eleições presidenciais daquele ano, recebendo 5,83% dos votos e colocações quinto.